# Mattes Hansen
Pour les articles homonymes, voir Hansen.
Mattes Hansen, né le 15 mai 2004 à Parchim en Allemagne, est un footballeur allemand qui évolue au poste de milieu de terrain au SC Paderborn.

## Biographie

### Carrière en club
Hansen débute sa formation au SV Aufbau Parchim, puis rejoint successivement le FC Mecklenburg Schwerin et le VfL Wolfsburg. En 2021, il intègre le centre de formation du FC Schalke 04, où il dispute 29 matchs en A-Junioren-Bundesliga, inscrivant deux buts. Il atteint dans le même temps la finale de la DFB-Pokal der Junioren 2022-2023, perdue contre le FC Cologne.
En juillet 2023, il signe avec le SC Paderborn 07. Il y fait ses débuts professionnels le 30 juillet 2023 en 2. Bundesliga, lors d'une défaite 5-0 contre le SpVgg Greuther Fürth, entrant en jeu à la 76e minute.

### En sélections nationales
Hansen représente l'Allemagne au niveau international junior. Il évolue successivement avec les équipes U16, U17, U19, et U20 à partir de 2023.

## Palmarès
FC Schalke 04 U19
- Coupe d'Allemagne :
  - Finaliste en 2022-2023[7]